# Chalcolestes parvidens
Chalcolestes parvidens – gatunek ważki z rodziny pałątkowatych (Lestidae). Występuje w Europie i na Bliskim Wschodzie.